# Comuna de Choszczno
Choszczno (polaco: Gmina Choszczno) é uma gminy (comuna) na Polónia, na voivodia de Pomerânia Ocidental e no condado de Choszczeński.
De acordo com os censos de 2007, a comuna tem 22.623 habitantes, com uma densidade 90,5 hab/km².

## Área
Estende-se por uma área de 246,53 km².

## Demografia
Dados de 30 de Junho 2004:
|                      | Total   | Total | Mulheres | Mulheres | Homens  | Homens |
| -------------------- | ------- | ----- | -------- | -------- | ------- | ------ |
|                      | pessoas | %     | pessoas  | %        | pessoas | %      |
| População            | 22 320  | 100   | 11 344   | 50,8     | 10 976  | 49,2   |
| Densidade (pop./km²) | 90,5    | 100   | 46       | 46       | 44,5    | 44,5   |

De acordo com dados de 2002, o rendimento médio per capita ascendia a 1293,15 zł.